# Buntkicktgut
Buntkicktgut — международная лига уличного футбола для детей и подростков, является некоммерческой организацией
.
Футбольная лига Buntkicktgut объединяет детей, подростков и взрослых разных национальностей и социально-культурных уровней. Участники могут проявить себя в разных сферах деятельности и даже приобрести начальные навыки профессий. Кроме того, детям и подросткам предоставляется максимум самостоятельности: они участвуют во всех мероприятиях не только в качестве участники, но и как организаторы.

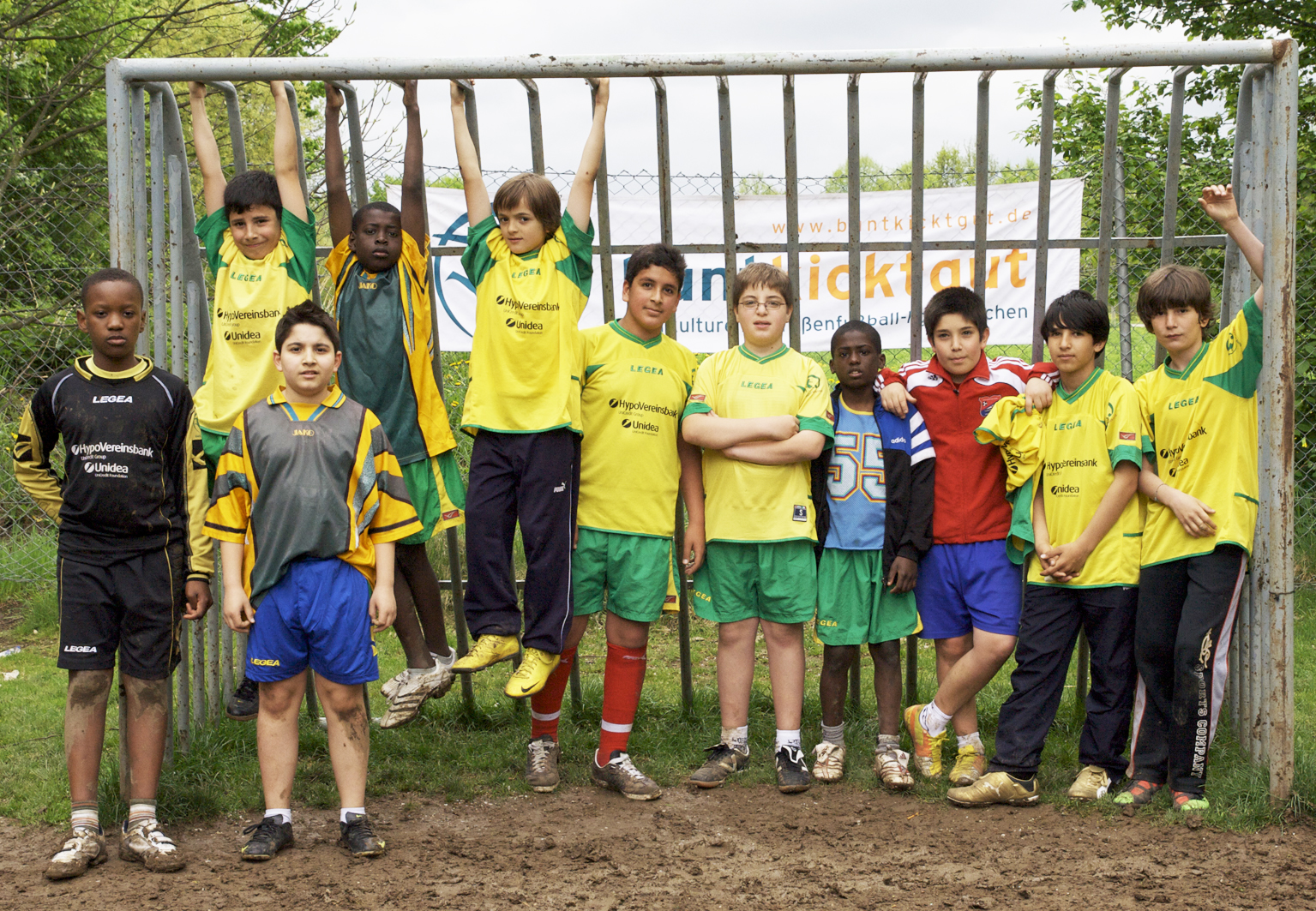
Команда «Harras Boys» из Мюнхена — Только в Мюнхене в уличный футбол играют более 250 команд в год

Центр движения Лиги уличного футбола Buntkicktgut находится в Мюнхене. Подразделения существуют в Дортмунде, Берлине, Дюссельдорфе, Базеле, Вюрцбурге и Нижней Баварии, включающей несколько городов, Сокоде (Того).
С 2005 по 2012 год официальным представителем Buntkicktgut был Оливер Кан.

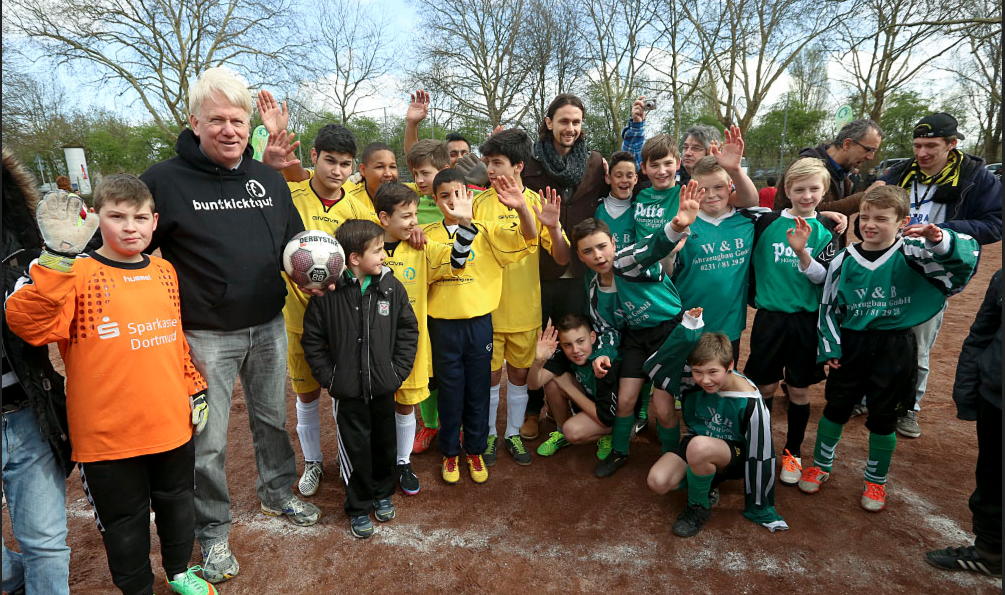
Невен Суботич — на открытии сезона Buntkicktgut в Дортмунде

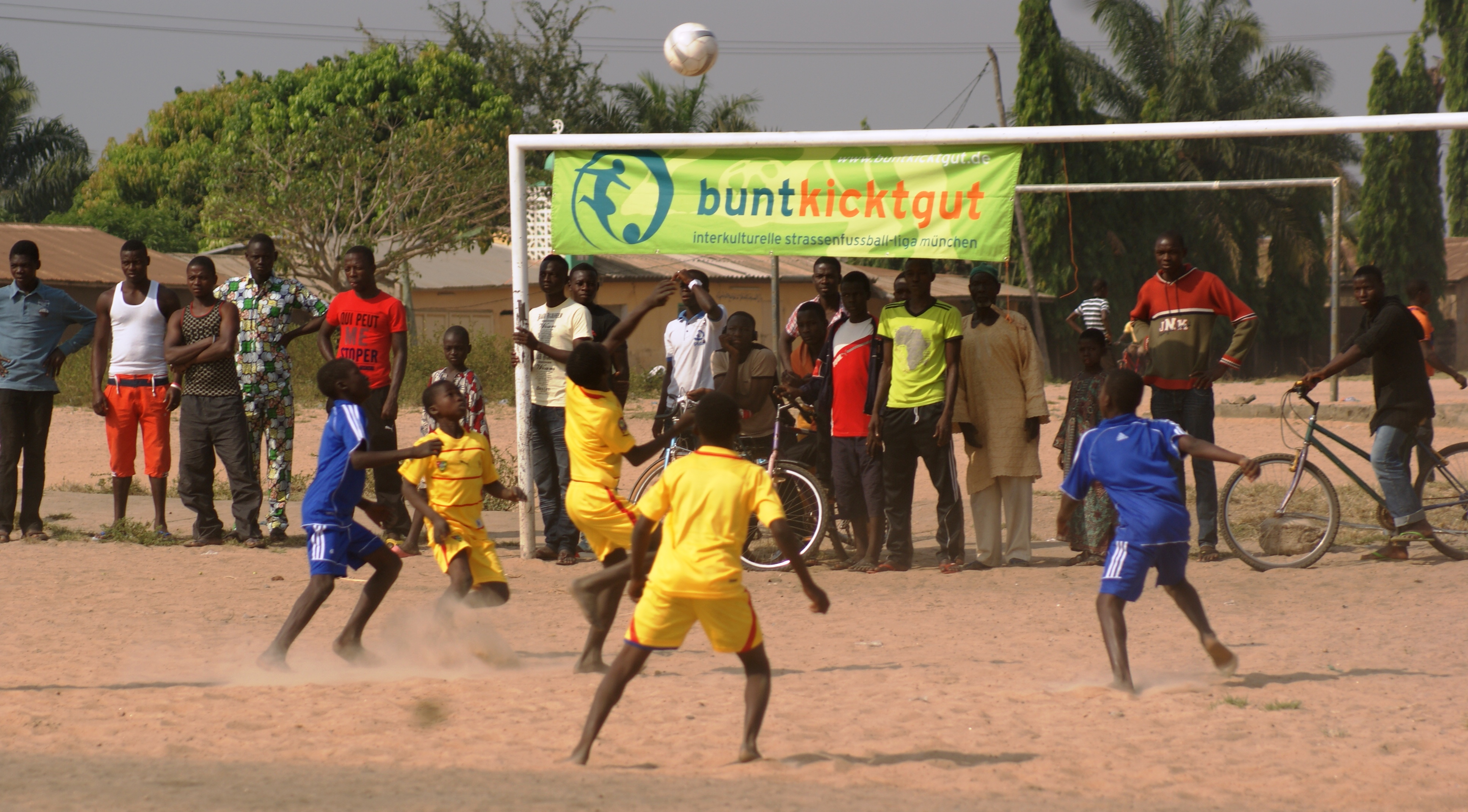
В Сокоде (Того) проводятся соревнования на Кубок «Дружбы»

В настоящее время (2016 год) главой всего проекта является известный футболист Жером Боатенг.
В Дортмунде проектом Buntkicktgut управляет бывший игрок футбольного клуба «Боруссия» Невен Суботич.

## История
История организации берёт своё начало в 1996 году, когда во время войны в Югославии в Мюнхене появились беженцы. Инициаторами создания «Лиги по делам беженцев» были: географ — Рюдигер Хайд и студенты — Мемо Арикан и Ханс-Петер Ниснер. Две команды молодёжных общежитий «Harras Bulls» и «Weigl Heroes» — это и есть первые участники лиги для детей до 14 лет.
Рюдигер Хайд — стал руководителем проекта
.
Организация постепенно разрасталась. С 1998 года она называется Buntkicktgut
.
В 2015 году в Мюнхене насчитывалось уже 200 команд (2.500 участников из 100 стран). Самыми активными по-прежнему являются страны бывшей Югославии (Босния, республика Косово, Сербия, Хорватия), а также Афганистан, Ирак, Иран, Сирия, Палестина, Ангола, Того, ДР Конго, Нигерия, Танзания, Эфиопия, Сомали, Шри-Ланка, Вьетнам. Немецкая молодежь и участники из стран ЕС, Турции, Восточной Европы тоже активно участвуют в работе организации.
Цель проекта — предотвратить молодёжный криминал и насилие, путем привлечения детей к игре в футбол..
Концепция Buntkicktgut основывается на двух положениях:
- системе футбольных лиг;
- участии рядовых членов лиги в качестве организаторов мероприятий.

## Система футбольных лиг
Система футбольных лиг — это основа методики и педагогической концепции Buntkicktgut. Основываясь на этой системе, проводится работа с детьми и подростками в течение всего года. Например, в международной лиге уличного футбола в Мюнхене играют дети и подростки в возрасте от 7 до 22 лет, они разделены на шесть команд по возрастным категориям: дети и подростки до 11, 13, 15, 17 лет, молодые люди и девушки. Команды борются за «Лигу чемпионов», которая проводится под девизом «Представьте нам свой стадион». Каждый участник один раз в сезон должен стать хозяином игр и определить площадку (футбольное поле, школьная спортплощадка, парк), на которой будет проводиться игра. Организация игр лежит на команде-хозяине и командах Buntkicktgut.
Игровой год состоит из летней и зимней лиги. Игры проводятся на футбольных полях, во дворах, парках и спортзалах. Создана отдельная лига для девочек. По всей Германии более 4000 детей и подростков числятся в лиге Buntkickgut.

### Направления работы
Вторая основная составляющая концепции это — изобретательность и творческое участие рядовых членов в организации игр и других сферах деятельности Buntkicktgut.
«Buntkicktgut это одна из лиг уличного футбола для детей и подростков. Участникам предстоит не только забивать голы и показывать свои умения на игровом поле, но и брать ответственность за себя, свою команду и лигу»— говорит руководитель проекта Рюдигер Хайд.
Кроме игры в футбол, каждый участник может сам быть организатором мероприятий Buntkicktgut. Существует шесть основных направлений работы организации:

### Уличные матчи
Подростки, хорошо знакомые с лигой, играющие в футбол, и которым удалось противостоять тяжелым социальным условиям, сами становятся организаторами уличных матчей в различных районах города. Они тренируют отдельные команды и распространяют идею Buntkicktgut.

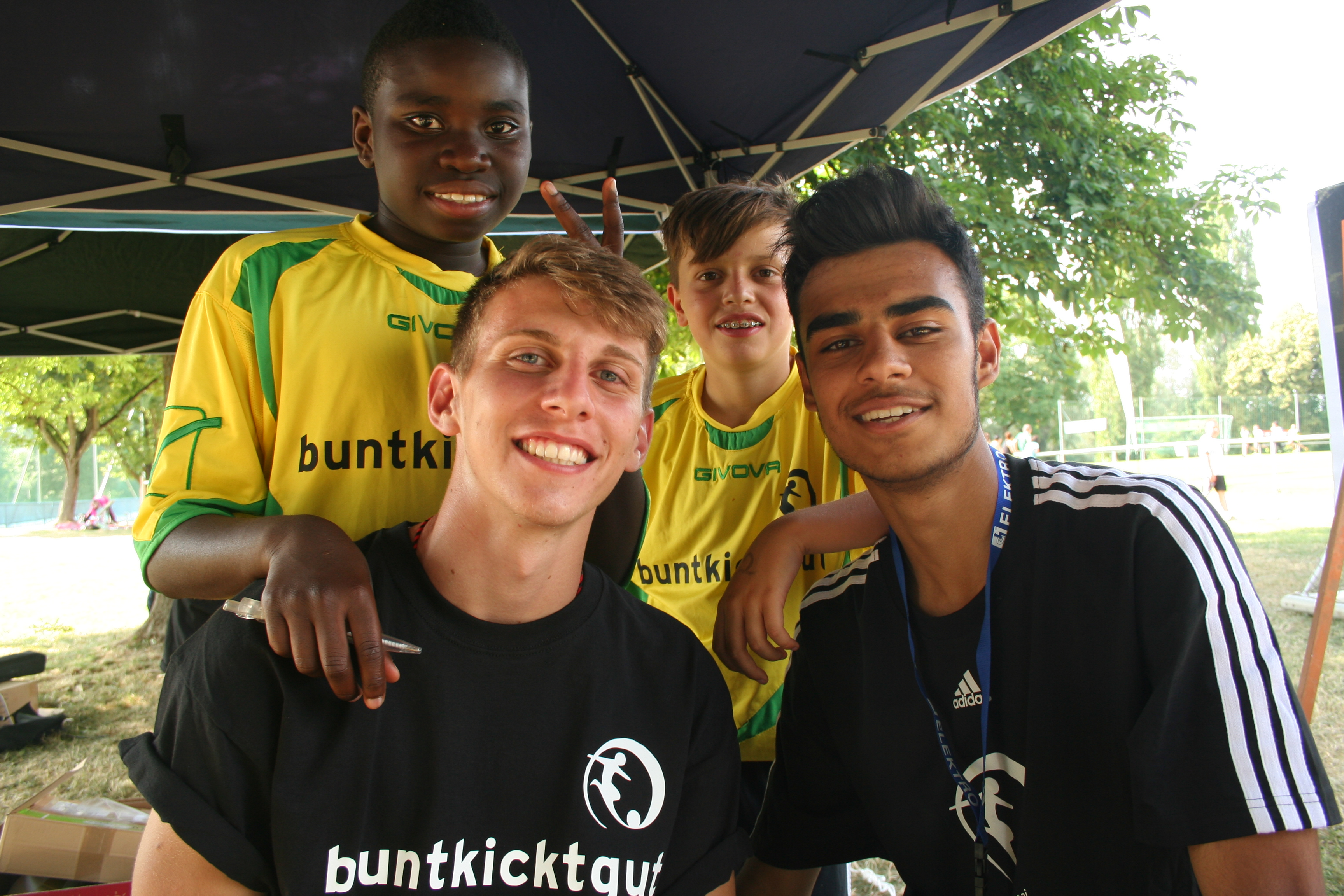
Тренировки организаторами уличного футбола проводятся как зимой, так и летом

Они проводят открытые тренировки для всех желающих на различных футбольных полях, будь то школьная спортплощадка, футбольное поле неподалеку, на поляне в парке или во дворе жилого дома. На этих тренировках формируются команды, которые далее участвуют в соревнованиях летней и зимней лиг. Практиканты, формируя команды в том или ином районе города, тем самым сами становятся ответственными за младших участников.
Самоорганизация команд происходит повсеместно — это задает тон для динамичного развития лиги.
Тренировки проводятся также и по подшефным школам — там тоже формируются команды и проводятся матчи.

### Совет лиги

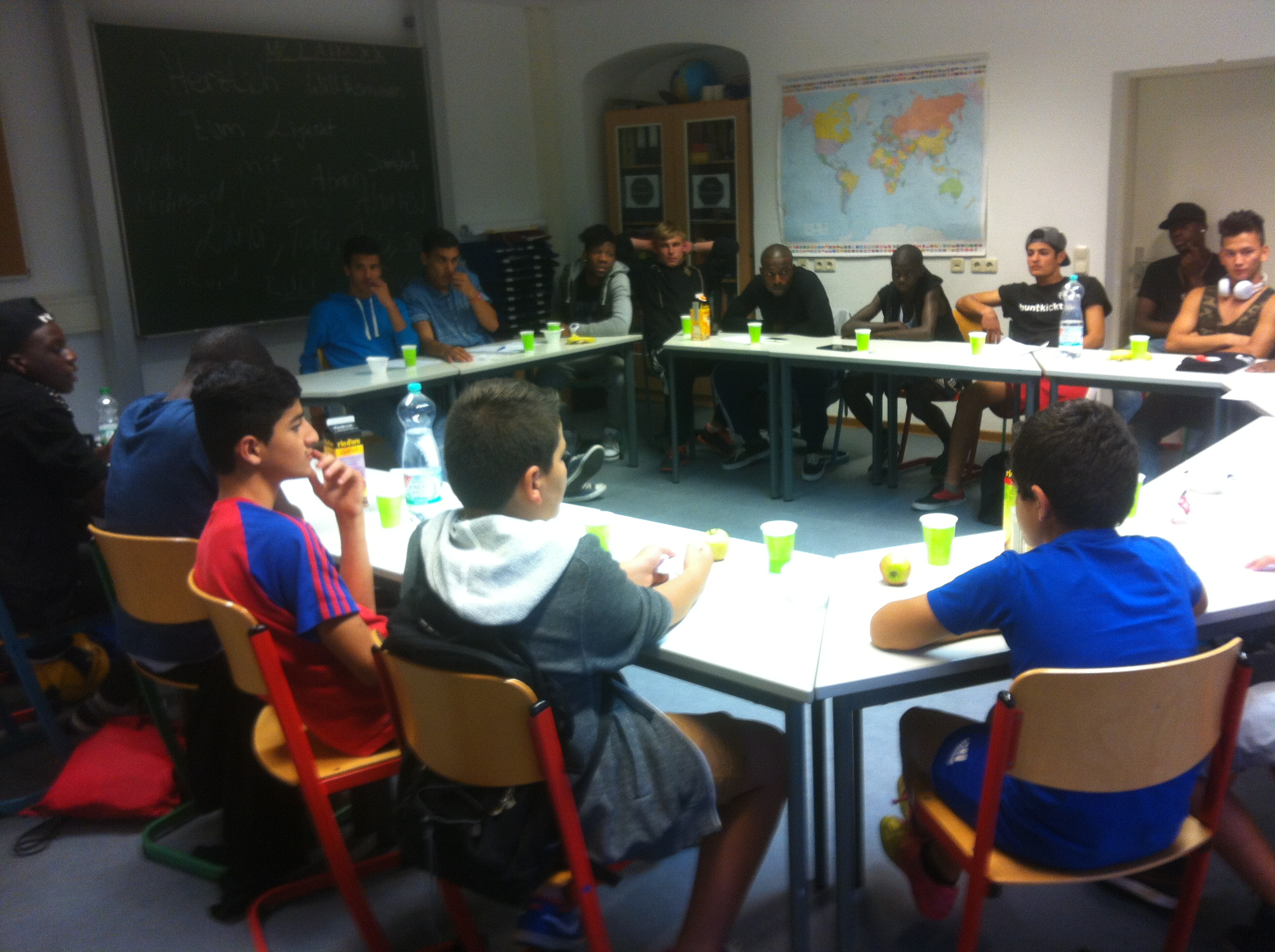
Совет лиги: обсуждение проблем уличного футбола

Совет лиги (это те же подростки) — участвует в управлении организацией, обеспечивает бесперебойную работу лиги.
Совет лиги устанавливает правила, следит за их выполнением со стороны участников и команд, занимается устранением конфликтов, принимает решения о дисквалификации и других санкциях. К примеру, в Мюнхене Совет лиги состоит из официальных спортивных судей Buntkicktgut, успешно прошедших обучение. В совет лиги входят самые активные и способные участники, здесь они учатся самостоятельно решать проблемы, так как они чувствуют ответственность, возложенную на них.

### «buntkicker»

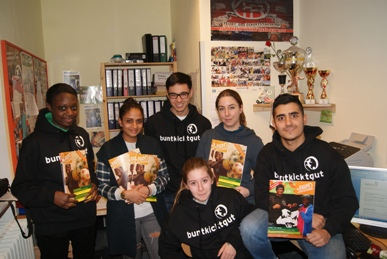
Активные сотрудники редакции журнала об уличном футболе «buntkicker»

Молодёжная редакция выпускает журнал об уличном футболе —"buntkicker". Журнал существует в online и печатной версиях. Дети осваивают интересное издательское дело, которое со временем может превратиться в их профессию. Здесь выходят статьи об играх, интервью с подростками, фотоотчеты команд и участников лиги, создаются репортажи и публикуются комментарии к темам, интересующим молодежь Buntkicktgut.
Работа в редакции требует творческого подхода и способствует развитию языковых способностей детей и подростков.
Заинтересованные молодые люди знакомятся с редакторской работой и могут получить базовые навыки работы с ПК, сетью Интернет и мультимедийной техникой — востребованные профессии в современном мире.

### Учебные кемпинги
Во время каникул проводятся дополнительные мероприятия.
В программе «Готовим вместе», например, проводится тренинг по «футбольному питанию», на котором дети в возрасте от 11 до 13 лет могут вместе готовить пищу и узнавать о здоровом питании.
Здесь же участникам рассказывают, как вести себя в случае ранения, и проводят интенсивную тренировку. Вместе с экспертами по здоровому питанию и медицинскими работниками учебные кемпинги проводят и сами участники Buntkicktgut, которые уже получили подобную практику.
Другой проект Buntkicktgut представляет собой программу по развитию языковых способностей для учеников начальной школы. Если ребёнок нуждается в языковой подготовке, Buntkicktgut готов предоставить ему репетитора для быстрой интеграции в общество. Это особенно важно для детей-мигрантов.

### Судейство матчей
Молодые участники Buntkicktgut сами судят игры и турниры. За соблюдение правил отвечают не взрослые, а молодые ребята-судьи. Спортивные судьи урегулируют конфликты, помогают разрешать спорные ситуации. Тем самым подростки, играя, учатся быть справедливыми судьями, несмотря на дружеские отношения и национальную принадлежность участников матчей.
Существует спецкурс Buntkicktgut для обучения спортивных судей. Он состоит из двух учебных предметов и письменного итогового экзамена.

### Сборные команды
В каждом представительстве Buntkicktgut формируется сборная команда, которая принимает участие в международных отборочных турнирах Молодёжного Кубка ФК Бавария.

## Работа с беженцами

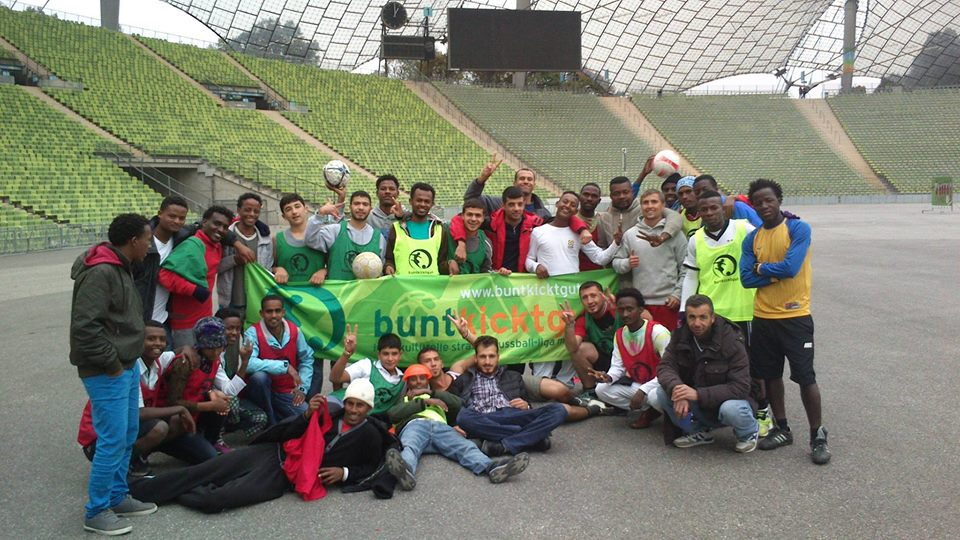
Футбольные команды беженцев на Олимпийском стадионе в Мюнхене

Международная лига уличного футбола Buntkicktgut много лет предоставляет детям и подросткам условия для занятий спортом.
Организаторы уличных матчей проводят тренировки по футболу для беженцев. Например, в Мюнхене проводятся 30 тренировок в неделю для 400—600 несовершеннолетних беженцев, прибывших без сопровождения взрослых.
Многие организаторы уличных футбольных матчей, сами в прошлом иммигранты, относятся к несовершеннолетним беженцам на равных.

## Турниры
Кроме регулярных мероприятий в лиге Buntkicktgut проводятся различные открытые турниры (так называемые «buntkicktgut-open») для команд разных возрастных категорий. В них могут участвовать все желающие, не являющиеся постоянными участниками лиги.
Сюда относятся, например:
- Всемирный фестиваль уличного футбола 2006 год (нем.)
- Liga-Cups или UniCredit-Cup 2009 −2012 годы (нем.)
- Шестой фестиваль сети уличного футбола 2013 год
- Фестиваль Corso Leopold 2013—2014 годы
- buntkicktgut open 2015 год  (нем.)
- CrossCultureCup 2015 год (нем.)
- Champions Week 2015 год (нем.)
- FC Bayern Youth Cup (нем.)
- Playstation Junior Soccer Cup Serie 2013—2015 годы. (нем.)

## Кемпинги и молодёжные форумы
Помимо ежедневной работы проводятся интересные для детей мероприятия: кемпинги, экскурсии, поездки. Существуют молодёжные обменные программы. Они дают детям и подросткам возможность устанавливать новые контакты и учиться идентифицировать себя, развивать командный дух и чувство социальной ответственности.